# C/2021 A1 (Leonard)
C/2021 A1 (Leonard) o Cometa Leonard è stata una cometa non periodica, con un'orbita retrograda e traiettoria iperbolica che nel dicembre 2021 divenne visibile ad occhio nudo.
È la prima cometa scoperta nel 2021: è stata scoperta da Gregory J. Leonard dall'Osservatorio di Monte Lemmon il 3 gennaio 2021.
Il 12 dicembre 2021 la cometa si è trovata ad una distanza di 0,233 au (34 900 000 km) dalla Terra e il 18 dicembre 2021 si è trovata a una distanza di 0,0285 au (4 260 000 km) da Venere. Arrivò al perielio il 3 gennaio 2022, esattamente un anno dopo la sua scoperta.
Il 15 dicembre 2021 ha avuto un outburst ed è passata da magnitudine 5,1 a 3,2 facilmente osservabile con un piccolo telescopio o un binocolo come pure ad occhio nudo.
Il 3 gennaio 2022, durante il perielio, la cometa si ha cominciato a disintegrarsi. Il 23 febbraio 2022 arrivò la conferma definitiva, la cometa Leonard si era completamente disintegrata e solo alcuni telescopi sono riusciti a catturare la scia finale del corpo.